# John Perkins (saggista)
John Perkins (Hanover, 28 gennaio 1945) è un saggista statunitense, noto soprattutto per aver confessato la sua rilevante partecipazione al sistema di corruzione e sfruttamento di intere nazioni da parte degli USA. Per questo è stato accusato di essere un sostenitore di teorie del complotto.
È inoltre autore di vari libri sulla spiritualità delle popolazioni indigene.

## Biografia
Dopo una carriera durata oltre venti anni come consulente presso la Chas. T. Main di Boston, società di consulenza ingegneristica di livello internazionale, negli anni Ottanta si è dimesso dall'incarico per fondare una società attiva nel settore della produzione di energia elettrica.
Come autore di saggi ha scritto vari libri sugli aspetti mistici delle culture indigene, tra cui lo sciamanesimo in America Latina, ma è noto soprattutto come autore di saggi complottisti che afferma di descrivere in qualità di testimone diretto. 
Particolare fortuna ha avuto il libro Confessioni di un sicario dell'economia - La costruzione dell'impero americano nel racconto di un insider (uscito nel 2004 col titolo originale di Confessions of an Economic Hit Man). Tradotto in più lingue, è stato pubblicato in Italia da Minimum fax nel 2005. 
Nel libro descrive un sistema di potere opaco e pervasivo fondato sull'avidità, che lui chiama corporatocrazia, potere  esercitato da un ristretto novero di famiglie e di grandi società multinazionali, legate agli Stati Uniti d'America, che perseguono il controllo delle risorse naturali del Pianeta e, attraverso l'impiego di mezzi illeciti (inganni, tangenti, falsificazione di bilanci, seduzioni e ricatti sessuali, omicidi) soggiogano i paesi poveri e in via di sviluppo inducendoli a deliberare politiche e a varare progetti di sviluppo gonfiati, fino a raggiungere livelli di indebitamento insostenibili, costringendoli quindi a rinunciare alla propria sovranità e consegnarsi alla corporatocrazia, di cui diverrebbero succubi schiavi.
Egli rifiuta ogni teoria del complotto definendola semplicistica e consolatoria, in quanto dà l'illusione che un complotto possa essere scoperto ed estirpato in ogni momento. Punta invece il dito verso la mentalità statunitense dove "si equipara il consumo ingordo delle risorse della terra a una condizione prossima alla santità".
Nel 2007 ha pubblicato La storia segreta dell'Impero Americano, in cui si occupa delle conseguenze sui paesi coinvolti dal sistema di potere mondiale da lui teorizzato, mentre nel 2010 ha scritto Hoodwinked: An Economic Hit Man Reveals Why the World Financial Markets Imploded – and What We Need to Do to Remake Them.

## Critiche
Sebastian Mallaby, opinionista economico del Washington Post, ha espresso una durissima critica al libro Confessions of an Economic Hit Man: in essa Perkins viene definito uno "spumeggiante teorico del complotto, un vanaglorioso venditore ambulante di nonsense" Mallaby, che è membro del Council on Foreign Relations, sostiene che la visione di Perkins della finanza internazionale è "in gran parte un sogno" mentre le sue affermazioni di base sono del tutto errate. A titolo di esempio, Mallaby porta il caso dell'Indonesia, di cui Perkins parla in modo diffuso nel suo libro, avendone avuta una conoscenza diretta quale sede del suo primo incarico all'estero: dopo che, seguendo le raccomandazioni di economisti dello sviluppo, decise di indebitarsi nel 1970, il paese è riuscito a ridurre di due terzi i tassi di mortalità infantile e di analfabetismo.

## Opere
- Spiritualità delle popolazioni indigene:
  - (EN) Shakaim Mariano Shakai Ijisam Chumpi, Spirit of the Shuar: Wisdom from the Last Unconquered People of the Amazon, Destiny Books, 2001, ISBN 0-89281-865-4.
  - (EN) Psychonavigation: Techniques for Travel Beyond Time, 2ª ed., Destiny Books, 1999, ISBN 0-89281-800-X.
  - (EN) Shapeshifting: Shamanic Techniques for Global and Personal Transformation, Destiny Books, 1997, ISBN 0-89281-663-5.
    -  Shapeshifting: il muta-forma, Amrita, 2000, ISBN 88-8762-209-4.

  - (EN) The World Is As You Dream It: Teachings from the Amazon and Andes, Destiny Books, 1994, ISBN 0-89281-459-4.
  - (EN) The Stress Free Habit: Powerful Techniques for Health and Longevity from the Andes, Yucatan, and the Far East, Healing Arts Books, 1989, ISBN 978-08-9281-292-9.

- Politica ed economia:
  -  Confessioni di un sicario dell'economia. La costruzione dell'impero americano nel racconto di un insider, Milano,, BEAT, 2015., ISBN 978-88-6559-069-0.
  -  La storia segreta dell'Impero Americano. Corruttori, sciacalli e sicari dell'economia, BEAT, 2007, ISBN 978-88-7521-135-6.
  - (EN) Hoodwinked: An Economic Hit Man Reveals Why the World Financial Markets Imploded – and What We Need to Do to Remake Them, 2010.
  - (EN) The New Confessions of an Economic Hitman, Berrett-Koehler Publishers, 2016, ISBN 978-16-26566-74-3.